# مهدي شيري (لاعب كرة قدم)
مهدي شيري (بالفارسية: مهدی شیری) هو لاعب كرة قدم إيراني في مركز الوسط، ولد في 14 مايو 1978 في شيراز في إيران. شارك مع منتخب إيران لكرة القدم. أما مع النوادي، فقد لعب مع نادي استقلال أهواز ونادي استقلال طهران ونادي النصر ونادي برسبوليس ونادي برق شيراز ونادي صبا قم ونادي غسترش فولاد.

## وصلات خارجية
- مهدي شيري (لاعب كرة قدم) على موقع قاعدة بيانات كرة القدم.إي يو (الإنجليزية)
- مهدي شيري (لاعب كرة قدم) على موقع ناشيونال فوتبول تيمز (الإنجليزية)